# براونز کورنر (ویرجینیای غربی)
براونز کورنر (به انگلیسی: Browns Corner) یک منطقهٔ مسکونی در ایالات متحده آمریکا است که در شهرستان جفرسون، ویرجینیای غربی واقع شده‌است.